# Serres (Lorena)
Serres è un comune francese di 243 abitanti situato nel dipartimento della Meurthe e Mosella, nella regione del Grand Est.

## Storia

### Simboli
Serres apparteneva alla famiglia de Lénoncourt, che portava il blasone d'argento, alla croce spinata di rosso. La spada è lo strumento del martirio della santa lorenese Libaire, patrona della parrocchia. La crocetta ricorda la presenza del convento dei Minimi, che fu il primo di questo ordine fondato in Lorena. Infine, Serres, in latino Serrae, significa "colline", "monti", da qui la montagna di tre cime posta in punta.

## Società

### Evoluzione demografica
Abitanti censiti